# Sismograma
Un sismograma és un registre del moviment del sòl dut a terme per un sismògraf. L'energia mesura en un sismograma resulta de fonts naturals com són els sismes (o terratrèmols), o de fonts artificials com són els explosius (sismes induïts). Atès que les ones P es propaguen a més velocitat que altres tipus d'ones, són les primeres a ser registrades en un sismograma.
Després arriben les ones S i per fi les ones superficials (ones Rayleigh i ones Love). En el passat, els sismogrames eren registrats en tambors de paper rotatius. Alguns usaven rodets en paper comú, i altres utilitzaven paper fotosensible exposat a rajos de llum. Actualment, pràcticament tots els sismògrafs registren la informació de forma digital, de manera de fer una anàlisi automàtic més fàcilment. Alguns sismògrafs de tambor encara són utilitzats.